# Yallahs
Yallahs är en ort i Jamaica.   Den ligger i parishen Parish of Saint Thomas, i den östra delen av landet, 28 km sydost om huvudstaden Kingston. Yallahs ligger 29 meter över havet och antalet invånare är 7 644. Den ligger på ön Jamaica.
Terrängen runt Yallahs är kuperad åt nordost, men söderut är den platt. Havet är nära Yallahs åt sydväst.  Närmaste större samhälle är Morant Bay, 16,2 km öster om Yallahs. 